# 5303 Parijskij
Az 5303 Parijskij (ideiglenes jelöléssel 1978 TT2) a Naprendszer kisbolygóövében található aszteroida. Nyikolaj Sztyepanovics Csernih fedezte fel 1978. október 3-án.